# Klaus Pätau
Klaus Pätau, im angelsächsischen Sprachraum Klaus Patau, (* 30. September 1908 in Gelsenkirchen; † 30. November 1975 in Madison, Wisconsin) war ein deutsch-amerikanischer Humangenetiker.

## Leben
Pätau wurde 1936 an der Friedrich-Wilhelms-Universität promoviert. Mithilfe eines Stipendiums der Rockefeller-Stiftung ging er 1938 für ein Jahr an die John Innes Horticultural Institution in Merton Park, Surrey. Ab 1939 war er Assistent in Max Hartmanns Abteilung am Kaiser-Wilhelm-Institut für Biologie in Berlin-Dahlem. Nach dem Zweiten Weltkrieg war er ab 1946 Assistent bei Hans Nachtsheim am Institut für Genetik der Berliner Universität. Schließlich übersiedelte er 1948 nach einem sechsmonatigen Aufenthalt am Institute of Animal Genetics der University of Edinburgh in die USA, wo er bis zu seinem Tod an der University of Wisconsin in Madison forschte und lehrte.
Klaus Pätau untersuchte in frühen genetischen Arbeiten die Chromosomen zweier Taufliegen-Arten (Drosophila) sowie einer Webspinne (Aranea). Er zählt zu den Pionieren der Mikroskop-Photometrie; doch seine Zwei-Wellenlängen-Methode fand keine Anwendung in der quantitativen Zytogenetik. 1960 beschrieb er erstmals das später auch nach ihm benannte Pätau-Syndrom als Folge einer Trisomie des menschlichen Chromosoms 13 oder von Teilen davon.
Mit Eeva Therman war er seit 1961 verheiratet.

## Veröffentlichungen (Auswahl)
- Klaus Pätau: Die mathematische Analyse der Evolutionsvorgänge. In: Z Indukt Abstamm Vererbungsl 76/1939, S. 220–228.
- Klaus Pätau: Eine neue χ²–Tafel. In: Z Vererbungsl 80/1942, S. 558–564.
- Klaus Pätau: Der Faktorenaustausch: Seine cytologischen Grundlagen und seine Bedeutung. In: Jena Z Med Naturwiss 78/1947, S. 163–181.
- Klaus Patau, Hewson Swift: The DNA-content (Feulgen) of nuclei during mitosis in a root tip of onion. In: Chromosoma 6/1953, S. 149–169.
- D Srinivasachar, Klaus Patau: Proportionality between nuclear DNA-content and Feulgen dye-content. In: Exp Cell Res 17/1959, S. 286–298.
- Klaus Patau, D Srinivasachar: A microspectrophotometer for measuring the DNA-content of nuclei by the two wave length method. In: Cytologia 25/1960, S. 145–151.
- Klaus Patau: The identification of individual chromosomes, especially in man. In: Am J Hum Genet 12/1960, S. 250–276.
- Klaus Patau, Eeva Therman, David W Smith, R I Demars: Trisomy for chromosome No. 18 in man. In: Chromosoma 12/1961, S. 280–285.
- Klaus Patau: The origin of chromosomal abnormalities. In: Pathol Biol (Paris) 11/1963, S. 1163–1170.
- Klaus Patau: Identification of chromosomes. In: JJ Yunis (ed): Human chromosome methodology. Academic, New York 1965, S. 155–186.
- John Marius Opitz, Klaus Patau: A partial trisomy 5p syndrome. In: Birth Defects 11/1975, S. 191–200.